# Søren Kanne
Søren Kanne (ca. 1801 – 10. november 1860) var en dansk husmand, bosat ved Grenaa, der i 1835 opnåede berømmelse ved at redde en forlist skipper.
15. februar 1835 gik skibet Benthe Marie af Helsingør på grund cirka 50 meter ud for Grenaa Sønderstrand. Det ene af de tre besætningsmedlemmer druknede, og et andet svømmede dagen efter i land, hvilket efterlod skipperen Ole Jensen Jyde klamrende sig til vraget. Søren Kanne, der boede i "Strandhuset" på Hessel Hede syd for Grenå, red to heste ud til skibet og fik skipperen op på den ene hest og fik derefter skipperen reddet i land.
Begivenheden fik omtale i flere aviser, efter at Ugeblad for den danske Bonde 24. marts skrev om den. I Århus samlede man efter en artikel i Aarhuus Stiftstidende ind til et sølvbæger til Søren Kanne, og Frederik 6. tildelte ham en medalje, "Medaillen for Druknedes Redning" og 40 rigsdaler. Steen Steensen Blicher skrev også et digt, En ny Vise om en Sømand og en Landmand, om Søren Kannes bedrift.
Resten af Kannes liv var temmelig begivenhedsløst, og ironisk nok døde han ved drukning, da han faldt i Grenaaen. 
Købstaden Grenaa har imidlertid i det 20. århundrede brugt Kanne til at markedsføre byen. 9. maj 1926 blev der rejst en mindesten ved Grenaa Strand, og 30. juli 1949 blev der opstillet en statue af Søren Kanne. Kunstneren bag var professor Johannes Bjerg (1886–1955), og statuen blev placeret på byens torv foran kirken. De sidste tre strofer af Blichers digt er gengivet på sokkelen.
Statuen danner også rammen om en årlig tradition, når årets studenter fra Grenaa Gymnasium, Teknisk Gymnasium Grenaa og Grenaa Handelsskole efter translokationen begiver sig til torvet og danser rundt om statuen. De fleste år bliver Kanne også behørigt iført en af studenternes studenterhuer

## Teksten på statuens sokkel
Søren Kanne
Saa skulle dog alle I danske Mænd
Af Hjertet elske hinanden!
I Faren og Døden sig give hen
Den ene med Lyst for den Anden!
Saa skulle I fast staae hverandre bi —
I pløje nu Jord eller Bølge —
Men mindst dog paa Kampens den blodige Sti
Skal Een bag en Anden sig dølge!
Og Fynbo, og Jyde, og Sjællandsfar —
Til eet Huus vi Alle jo høre.
Gud Fader os Alle i Troskab bevar!
Og Alle til Enighed føre!